# سیر (اکلاهما)
سیر(به انگلیسی: Sayre) شهری در ایالت اکلاهما کشور ایالات متحده آمریکا است که جمعیت آن در سرشماری سال ۲۰۱۰ میلادی، ۴٬۳۷۵ نفر بوده‌است.